# 格拉斯哥普雷斯特威克机场
格拉斯哥普雷斯蒂克国际机场（英語：Glasgow Prestwick International Airport）位于格拉斯哥西南46公里处。机场面积在苏格兰排名第一，但搭客量方面，在苏格兰排名第三，落在格拉斯哥国际机场和爱丁堡国际机场之后。瑞安航空公司（Ryanair）是使用此机场的主要航空公司。
2005年7月6日至8日，当第31届八國首腦高峰會議在蘇格蘭小镇格伦伊格尔斯举行时，此机场成为各国首领们进入苏格兰的入口机场。